# Вељка Лука
Вељка Лука (слч. Veľká Lúka) насељено је мјесто са административним статусом сеоске општине (слч. obec) у округу Звољен, у Банскобистричком крају, Словачка Република.

## Становништво
| Година:    | 1994. | 2004. | 2014.    | 2024.    |
| ---------- | ----- | ----- | -------- | -------- |
| Број људи: | 0     | 429   | 587      | 868      |
| Разлика:   |       | –     | +36,82 % | +47,87 % |

| Година:    | 2023. | 2024.   |
| ---------- | ----- | ------- |
| Број људи: | 878   | 868     |
| Разлика:   |       | -1,13 % |

Према подацима о броју становника из 2011. године насеље је имало 517 становника.